# تاریخ شهر و شهرنشینی
نخستین سه تمدن جهان، بر اساس زمان آغاز آنها؛ میانرودان، مصر و هند هستند که به تمدن‌های مرده، مشهور بوده و تمدن غربی، از همین سه تمدن، پرورش یافته است. هر چند، تمدن قاره آمریکا (مکزیک، آمریکای مرکزی و پرو)، بسیار دیرتر از تمدن چینی به وجود آمده؛ اما، در اثر بی‌رحمی و سنگدلی اسپانیایی‌ها، بین سال‌های ۱۵۱۸ الی ۱۵۲۳ م. به‌ کلی، از بین رفت. تمدن چین، استثنای خارق‌العاده‌ای است. فرهنگ خدشه ناپذیر آن، از آغاز پیدایش، در سه هزاره پیش از میلاد، در حاشیه رود زرد تا سده بیستم میلادی همچنان، پابرجا باقی مانده و تداوم داشته است.
معنی عام شهر و شهرنشینی در درازای تاریخ بشر، معادل مفهوم تمدن است. شهر را باید دارای پیشینه‌ای بیش از هفت هزار ساله دانست که با فاصله اندکی از انقلاب نوسنگی، با تغییر شکل تدریجی جماعت‌های روستایی پایا، در خاورمیانه، ظاهر می‌شود و به صورتی پیوسته، تا امروز، گسترش می‌یابد؛ به نحوی که امروزه، به شکل زیست غالب بشری درآمده و در آینده‌ای نه چندان دور، شاید که به تنها شکل زیست انسان‌ها تبدیل شود. پیدایش شهرها، تحولی شگرف در فرایند تاریخ بود. مورخین، نخستین کسانی بودند که به مطالعه پدیده تجمع انسان‌ها که در شهر، به اوج خود می‌رسد، پرداختند.
در سده‌های پیش از میلاد، یونانی‌ها، در زمره اقوام متمدن بحساب می‌آمدند. شرایط اقلیمی و جغرافیائی، زبان، نژاد، مذهب، تاریخ و ادبیات مشترک را از عوامل مهم ترقی یونانی‌ها، در این دوران، می‌دانند. سده‌های ۴ و ۵ پیش از میلاد را عصر طلائی فرهنگ و تمدن یونان می‌دانند. در این سده ها بود که علوم، هنر و فلسفه در یونان به درجات عالی رسید و با برقراری روابط بازرگانی، ثروت فراوانی در شهرهای یونان متراکم شد.
شهر، در قلب کل نظام یونان باستان قرار دارد. تمدن یونان، زمانی به حوزه‌ای قدرتمند تبدیل شد و سخن از معجزه یونانی رفت که دولت-شهرهای یونانی بر پا شدند. سازمان شهر و آینده شهر، در مرکز تفکر یونانیان باستان قرار داشت. نظام دقیقی که آنها، برای توزیع زمین و حفظ تعادل در شهرها، داشتند و توسعه تجارت و فناوری‌های ساخت کشتی و کشتیرانی، سبب شد که یونانیان، جزء نخستین کسانی باشند که در تاریخ، برای تشکیل شهرهای مهاجرنشین نوبنیاد، اقدام کنند. این شهرها را با الگوبرداری از مادر شهرها، یعنی شهرهای قدیمیتری که در یونان به وجود آمده بودند، می‌ساختند.
آگورا، میدان عمومی شهرهای یونان که نخستین بار، در منطقه ای که به‌طور طبیعی، چند خیابان، بهم می‌رسند، شکل گرفت. این فضا، فرم هندسی ویژه ای را دنبال نمی‌کرد. بلکه با گذشت زمان، به شکل‌های منظم هندسی رسید. ساختمان‌های عمومی، داخل این میدان، ساخته می‌شدند که یکی از آنها، فضای ستون دار و درازی بود که در آنجا، شهروندان و بازرگانان، به مبادله کالا، مشغول بودند.
رومی‌ها، شهرهای خود را براساس دو محور، شکل می‌دادند: یکی، محور شمال به جنوب و دیگری، محور شرق به غرب که در نقطه تلاقی این دو محور، مرکز شهر، قرار می‌گرفت و میدان مرکزی شهر یا فوروم که تقلیدی از آگورا بود، ساخته می‌شد. شهر، دارای ساختمان‌های عمومی سیاسی، معابد و بازار بود و تأسیسات آن، به شهر یونانی، شباهت داشت: آمفی تئاترها، سیرک‌ها، ژیمنازیوم‌ها و استادیوم‌ها، از جمله این تأسیسات بودند.

## شهرنشینی مدرن
انگلستان، به خاطر پتانسیل های اجتماعی، اقتصادی و فرهنگی فراوان، در قرن هجدهم م. بستر ظهور جریانی شد که تاریخ نویسان، از آن به انقلاب صنعتی تعبیر کردند. انگلستان، جامعه ای صنعتی بود که با معیارهای آن دوره، کشوری پیشرفته به شمار می آمد. در نخستین مرحله صنعتی شدن، احداث راه آهن و صنعت نساجی، پیشگام تحول اقتصادی بودند. انقلاب صنعتی، به عنوان محرکی نیرومند، با ایجاد نهادهای اقتصادی، اداری، سیاسی، اجتماعی و فرهنگی، ساختار شهرها را دگرگون کرد. بلکه تغییرات و تحولات شگرفی را در حیات اجتماعی شهر، به وجود آورد. به‌هرحال، شهرهای امروزی، با درهم شکستن بسیاری از سنت‌ها و ارزش‌های گذشته، نه تنها، سنگ بنای اولیه جامعه، یعنی خانواده را نابود کرده‌است. بلکه، به رغم تماس‌های فیزیکی نزدیک و صمیمانه میان افراد، روابط اجتماعی آنان را تضعیف کرده‌است. به قول پارک، پیشگام مطالعات مستقل جامعه‌شناسی شهری در آمریکا:
شهر، محل سکونت انسان‌های منجمدی است که بهم نزدیک هستند. اما، رابطه ای با یکدیگر ندارند.
از دهه ۱۸۷۰ م. توجه به بهداشت رونق گرفت و علم طب پیشرفت کرد و آگاهی به آلودگی محیطی افزایش یافت. فشارهایی از جانب مردم، برای بهبود محیط شهری پدید آمد. طبقه تحصیلکرده، اولین گروهی بودند که به حومه شهر رفتند. به تدریج، دولت، مسئولیت جمع آوری زباله و فراهم کردن آب و ... را عهده دار شد.